# Episodi di Absentia (seconda stagione)
La seconda stagione della serie televisiva Absentia è andata in onda in vari paesi, sui canali AXN, dal 26 marzo al 28 maggio 2019.
In Italia la stagione è stata distribuita su Amazon Video il 14 giugno 2019. In chiaro è stata trasmessa in prima visione su Rai 4 dal 18 giugno al 9 luglio 2020. 
| nº | Titolo     | Prima TV originale | Pubblicazione Italia |
| -- | ---------- | ------------------ | -------------------- |
| 1  | Casualties | 26 marzo 2019      | 14 giugno 2019       |
| 2  | Madness    | 2 aprile 2019      | 14 giugno 2019       |
| 3  | Guilty     | 9 aprile 2019      | 14 giugno 2019       |
| 4  | Offenders  | 16 aprile 2019     | 14 giugno 2019       |
| 5  | Bolo       | 23 aprile 2019     | 14 giugno 2019       |
| 6  | Cover      | 30 aprile 2019     | 14 giugno 2019       |
| 7  | Boom       | 7 maggio 2019      | 14 giugno 2019       |
| 8  | Aggression | 14 maggio 2019     | 14 giugno 2019       |
| 9  | Committed  | 21 maggio 2019     | 14 giugno 2019       |
| 10 | Accomplice | 28 maggio 2019     | 14 giugno 2019       |

## Casualties
- Diretto da: Oded Ruskin
- Scritto da: Samantha Corbin-Miller

### Trama
Un giovane ragazzo spara a qualcuno più volte. Emily sta continuando le sue indagini per comprendere cosa sia successo quando è stata tenuta prigioniera. Ha iniziato a usare droghe per ricordare. Flynn è in terapia presso il dottor Oduwale per superare gli eventi passati. Alice ha avuto un aborto spontaneo. A Jack è stata rilasciata nuovamente la licenza, ma come EMT ovvero paramedico. Emily e Tommy si stanno frequentando oltre a cercare risposte. Per questo Tommy le dà il suo file di adozione originale. La conduce da Lester Mcnair anche se non sa ancora chi sia. Il ragazzo di prima conduce un attacco mortale con gas velenoso a un edificio federale. Il quartier generale dell'FBI invia l'agente Gunnarsen a Boston per indagare sull'attacco insieme a Nick. Flynn ed Emily trascorrono del tempo insieme poiché Alice è bloccata sulla metro. Mentre Emily è fuori a fare la spesa per Flynn, sente che qualcuno la sta seguendo. Alice decide di riprendere il suo lavoro di terapeuta. Tommy ottiene un mandato per Mcnair e arrestano lui e sua moglie, che si scopre essere la donna che segue Emily. È evidente che stanno seguendo i movimenti di Emily. La donna, Valerie Chandris, rivela di essere la madre biologica di Emily.

## Madness
- Diretto da: Oded Ruskin
- Scritto da: Brendan Kelly

### Trama
Emily, inizialmente non fidandosi della pretesa di Valerie di essere sua madre si reca con Tommy a perquisire il camper e trova dei documenti che provano che Valerie che sta dicendo la verità. Crown e Gunnarsen si scontrano sul lavoro. Emily porta Valerie a casa sua e lei le racconta che qualcuno la sta seguendo costantemente e che la sua vita è in pericolo. Dice anche a Emily che le viene iniettata periodicamente una sostanza da qualcuno e che successivamente sviluppa un'amnesia. Emily non le crede e chiede a Valerie di andarsene. Valerie sviene ed Emily si rende conto che è diabetica e la rianima con l'insulina. Emily decide di controllare la storia di Valerie e va al Boston Mercy Hospital dove riesce a controllare la sua cartella clinica scoprendo che oltre all'insulina le era stato iniettato un sedativo perché era agitata. Flynn va da Emily ed è scioccato nell'incontrare Valerie, che le dice che è sua nonna. Emily chiede a Valerie di andarsene e le dice che le iniezioni sono per la retinopatia diabetica. Più tardi, in un bagno della stazione ferroviaria, qualcuno attacca Valerie e la uccide iniettandole una droga.

## Guilty
- Diretto da: Oded Ruskin
- Scritto da: Logan Slakter

### Trama
Tommy informa Emily della morte di Valerie. Emily trova la situazione opaca e vuole indagare. L'FBI riesce a restringere il campo degli indagati per l'attentato sulla base di uno strumento lasciato indietro durante l'attacco. Tommy scopre che il farmaco usato per uccidere Valerie era il Fentanyl. Flynn mostra una forte aggressività verso un altro ragazzo dal dottore. Le riprese della CCTV portano Gunnarsen al fatto che l'autore è un membro di un gruppo chiamato "Guardiani patriottici". Emily decide di ricongiungersi all'FBI per indagare sui casi di avvelenamento da Fentanyl. Emily si libera di tutte le prove che potrebbero portare l'FBI a scoprire che Valerie è la sua madre naturale. Tommy ha il cuore spezzato quando scopre che Emily è rientrata nell'FBI e non ha più bisogno di lui. Jack viene rimproverato per aver eseguito una tracheotomia salvavita su un paziente perché non era autorizzato a farlo, lasciandolo abbattuto. La negligenza di Nick verso la sua famiglia a causa del lavoro, fa sì che Alice cerchi conforto in Jack. Emily viene assegnata al suo caso con l'agente Cal Issac. Assistono all'autopsia di Valerie. Nick interroga Colin Spencer, capo dei Guardiani, che lo conduce da Tyler Brandon Mills. Nick e Gunnarsen parlano con i suoi genitori e scoprono la verità sull'infanzia di Tyler e sulla sua psiche disturbata. Tyler aveva previsto che l'FBI lo avrebbe rintracciato dai suoi genitori ed è già scappato.

## Offenders
- Diretto da: Oded Ruskin
- Scritto da: Milla Bell-Hart

### Trama
Tyler attacca un uomo e Elsie, sua figlia, nella loro capanna uccidendo l'uomo. L'agente speciale Crown ha una relazione con Erica Lyle, una giornalista alla quale promette esclusive. Gunnarsen trova lettere spedite a Tyler da una donna di nome Liza Tutee, una sua ammiratrice. Emily e Cal cercano di collegare i vari omicidi commessi usando il Fentanyl, l'ultimo dei quali è del deputato Eli Ramos, e trovano un terreno comune tra le vittime. Notano che le vittime sviluppano un'eruzione cutanea particolare. Emily si riconcilia con Tommy e lui confessa il suo amore per lei. Emily e Cal sono perplessi da un altro omicidio, questa volta l'obiettivo è Clay Bishop, un membro della Hall of Fame del Football. Sono in grado di raccogliere un tampone di sangue dal cane che ha attaccato l'assassino. Nick piazza con tatto un dispositivo di localizzazione nell'auto di Liza e trovano Tyler nascosto nella capanna insieme a Elsie, che aveva rapito. L'FBI cattura Tyler e Nick viene applaudito per il suo lavoro. Gunnarsen viene incaricata di lavorare con Emily e Cal. Emily e Tommy si avvicinano e sembrano felici. Tuttavia Tommy scopre che Emily si è drogata con il sodio Pentothal per recuperare la sua memoria e cerca di dissuaderla a rifarlo. Emily spinge via Tommy, ma lui insiste. La sua paranoia passata ritorna, inducendo Emily a diventare violenta e ad attaccare Tommy. In un impeto di rabbia, Emily inizia a strangolare Tommy, ma si ferma appena in tempo. Emily si scusa ma Tommy, avvilito ancora una volta, la lascia per sempre.

## Bolo
- Diretto da: Adam Sanderson
- Scritto da: Julia Cooperman

### Trama
Tommy ha smesso di rispondere a Emily. Intanto lei e Cal continuano le loro indagini interrogando la moglie di Clay che racconta che il marito soffre di attacchi di rabbia improvvisa e perdita di memoria attribuita a CTE. Anche Ramos aveva questo in comune e ha aggredito un agente di polizia. Nick interroga Tyler. Alice e Jack si avvicinano sempre di più. Flynn e Warren stanno giocando alla sala giochi quando Warren viene improvvisamente colpito da un infarto e viene ricoverato in ospedale grazie a Flynn che chiama i soccorsi. Quando si riprende, viene dimesso. Alice, Nick e Flynn sono raggiunti da Emily, Warren e Jack per una cena in famiglia, ma Emily lascia a metà cena dopo una discussione. L'FBI avvia il trasferimento di Tyler in tribunale. Cal ed Emily trovano la corrispondenza del DNA per l'assassino che si rivela essere Rex Wolfe, coinvolto nell'operazione di trasferimento di Tyler. Rex ferisce l'altra guardia con lui nel furgone e inietta Fentanyl a Tyler. Salta dal furgone e scappa. Nick lo segue ma viene superato in astuzia da Rex, che lo neutralizza fugge dileguandosi. L'FBI è sul banco degli imputati e Nick è deluso. Decidono di modificare gli eventi e nascondere al pubblico l'esistenza di Rex Wolfe. Crown invia Cal ed Emily in Moldova per catturare Rex. Mentre Emily si prepara a partire per la Moldova, nota una connessione tra gli omicidi e la Catalyst Diagnostics Company. Chiede aiuto a Tommy per indagare mentre è via.

## Cover
- Diretto da: Adam Sanderson
- Scritto da: Samantha Corbin-Miller

### Trama
Crown inventa una storia sulla morte di Tyler in modo tale che Nick diventi colui che lo ha ucciso mentre stava scappando, evitando qualsiasi menzione di Rex. Nick è dubbioso, ma non ha altra scelta che ubbidire agli ordini. In Moldova, Emily si traveste da ricca donna d'affari e Cal da guardia del corpo. Devono mantenere un basso profilo in quanto non hanno supporto e quindi sono soli. Ad Alice viene diagnosticata una condizione medica per la quale non potrà mai concepire un bambino, lasciandola a pezzi. Nick e Alice si allontanano ancora di più. Emily viene a conoscenza di Nightwatch, una compagnia militare privata. L'azienda traccia e monitora i suoi membri 24 ore su 24, 7 giorni su 7, tramite un chip di tracciamento incorporato nel braccio. Cal incontra un vecchio socio, Holt, che è un ex membro di Nightwatch. Emily seduce uno dei membri di Nightwatch, Jacques, ma lui tenta di violentarla. Lo mette fuori combattimento ed estrae il chip dal suo braccio. Emily e Cal irrompono nella sede di Nightwatch e riescono a localizzare Rex. Proprio mentre scappano, Jacques e i suoi uomini li catturano e li rinchiudono. Nel frattempo, Erica Lyle, la giornalista, dice a Crown che sa che la morte di Tyler è stata sospetta e che c'è qualcosa che l'FBI sta nascondendo. Crown negozia con lei e le ottiene un colloquio con Nick. Nick è preoccupato perché non può contattare Emily e sospetta che potrebbe essere nei guai. Crown convince Nick ad accettare l'intervista offrendo di aiutare Emily a fuggire dalla Moldavia. Emily e Cal scappano da Jacques nuotando attraverso un tunnel. Alice fa visita al dottor Oduwale per chiedere aiuto riguardo alla sua relazione deteriorata con Nick. Dopo la loro fuga da Jacques, Emily e Cal vengono messi fuori combattimento da due uomini.

## Boom
- Diretto da: Adam Sanderson
- Scritto da: Brendan Kelly

### Trama
Emily e Cal vengono fatti prigionieri e chiusi in un furgone, portati da qualche parte. Tommy decide di indagare su Catalyst Diagnostics dopo il messaggio vocale di Emily. Entra nel laboratorio e trova alcune prove incriminanti, ma viene scoperto. Viene sospeso dalla polizia di Boston, poiché non era autorizzato a perquisire senza mandato. Perde anche le prove contenute nel suo telefono. Emily e Cal vengono salvati da Holt e lui li porta a casa sua. Alice inizia una relazione con Jack. Il colloquio di Nick con Erica va come previsto, ma si sente in colpa. Emily incontra Oksana la "custode" della casa di campagna di Holt che è un ex-cecchino russo, e la ammira. Nick sospetta che Alice abbia una relazione. Il trio, Emily, Cal e Holt, raggiunge la casa di Rex. Ingaggiano un lungo scontro a fuoco con Rex che si interrompe quando il criminale pugnala Holt e inizia a scappare. Emily lo segue nonostante l'avvertimento di Cal di trovarsi su un campo minato e chiede a Rex delle risposte. Rex calpesta una mina e si blocca. Racconta che stava solo eseguendo l'ordine di uccidere Tyler e che Emily dovrebbe cercare risposte nel suo giardino. Decide di farsi saltare in aria togliendo il piede dalla mina e viene fatto a pezzi. Sfortunatamente, anche Holt muore per la ferita. Emily e Cal lasciano finalmente la Moldavia. Emily va incontro a Flynn e Nick, che appare sconvolto. Emily sembra sconvolta quando Nick le dice che Tommy si è suicidato per avvelenamento da monossido di carbonio nella sua auto.

## Aggression
- Diretto da: Kasia Adamik
- Scritto da: Logan Slakter

### Trama
Emily scopre che Tommy è stato sospeso dal lavoro perché è stato sorpreso a curiosare nella Catalyst Diagnostics. Emily sembra determinata a scoprire la verità sulla morte di Tommy. Crown vuole chiudere il caso dopo la morte di Rex, ma Cal insiste per continuare. Emily convince Cal a esaminare Catalyst Diagnostics visto che Tommy ha trovato qualcosa che lo ha portato alla morte. Nick decide di trascorrere più tempo con la sua famiglia, ma Alice appare distante. Emily piange Tommy nella sua auto e trova la parola "Quill" scarabocchiato da lui sul finestrino dell'auto. Nick e Alice finalmente si confrontano e fanno pace, Nick confessa ad Alice la verità sulla morte di Tyler. Cal scopre che Quill è un progetto di ricerca che è stato interrotto. Contattano Ulf Maston, il professore responsabile di Quill. Ulf dice a Emily che il progetto Quill è stato ideato per aiutare le persone a far fronte a situazioni stressanti e aiutarle a sviluppare una tolleranza, attraverso l'uso di un siero. Ma i risultati furono inaspettati poiché i topi, che fungevano da soggetti, iniziarono a mostrare aggressività e violenza inspiegabili. Il progetto è stato chiuso e il siero non è mai stato testato sugli esseri umani. Ulf dice loro che avevano uno psicologo comportamentale, Lu Fang Shen, che è stato licenziato perché voleva provarlo sugli umani. Emily ha un attacco di panico perché il dottor Shen era lo psicologo a Barrett House e colui che ha fatto esperimenti su Laurie e Charles. Inizia a urlare quando nota il dottor Oduwale, il terapeuta di Flynn, nella fotografia degli scienziati che facevano parte di Quill.

## Committed
- Diretto da: Kasia Adamik
- Scritto da: Milla Bell-Hart

### Trama
Emily ordina a Nick di tenere Flynn lontano dal dottor Oduwale dopo aver scoperto il suo ruolo in Quill. Va a interrogare Oduwale e nota che ha lo stesso dipinto sul muro di quello realizzato da Rex Wolfe nella sua casa in Moldavia. Oduwale indica anche lo stesso gruppo di soldati di cui Rex faceva parte e che ha avuto sedute terapeutiche con lui. Ammette anche una connessione con Catalyst Diagnostics. Alice cerca di porre fine bruscamente alla relazione con Jack, questo lo lascia tramortito visto che credeva nel rapporto. Nick va a parlare con la madre di Tyler per saperne di più sulla terapia che ha subito da bambino. La signora Mills è d'accordo sul fatto che un medico abbia dato a Tyler un farmaco sperimentale che avrebbe dovuto aiutarlo, gratuitamente. Riconosce che il dottore è Oduwale. Oduwale viene interrogato da Gunnarsen e Cal. Nick ed Emily indagano ulteriormente. Nick irrompe nell'ufficio di Oduwale ma non trova nulla poiché è già stato ripulito da qualcun altro. Emily va a casa di Oduwale e trova il serbatoio di avvelenamento usato da Tyler nell'attacco della FEMA. Quando Oduwale ritorna, Emily lo tiene in ostaggio e finge di usare il fosgene su di lui, ma in realtà è gas lacrimogeno. Lei lo accusa di manipolare Rex per uccidere le persone. Oduwale finalmente ammette di aver iniettato a tutte quelle persone, incluso Rex, il siero resiliente. Ha funzionato su Rex e ha mostrato l'effetto desiderato, ma non sugli altri. Così li fece uccidere. Oduwale è stato in grado di fare il siero dopo molti tentativi con l'aiuto del sangue di Emily, che Laurie gli ha inviato quando era prigioniera. Nick e Cal raggiungono la casa di Oduwale per impedire a Emily di fargli del male. Proprio in quel momento c'è un'esplosione fuori che attira Emily, Nick e Cal. Serve come distrazione per poter uccidere Oduwale. Qualcuno che è stato in casa per tutto il tempo ha commesso l'omicidio.

## Accomplice
- Diretto da: Kasia Adamik
- Scritto da: Julia Cooperman

### Trama
Il dottor Oduwale è stato ucciso e l'indagine ha inizio. Jack chiama Alice e le dice che non la lascerà così facilmente. Alice è preoccupata e suggerisce un viaggio in campeggio con Nick e Flynn. Gunnarson viene promossa a capo della sede di Boston, sostituendo Crown. Emily e Cal danno un'occhiata più da vicino ai tabulati telefonici e alle e-mail del dottor Oduwale. Durante il campeggio Alice dice a Nick che non si sente bene e se ne va. Emily scopre che i campioni di sangue di Flynn sono stati usati per molto tempo da Oduwale per la ricerca. Emily mette insieme i pezzi e realizza che la complice di Oduwale è Alice. Ha lavorato con Oduwale per tutto il tempo e si è avvicinata a Flynn e Nick dopo la scomparsa di Emily agendo come terapista. Su istruzioni di Oduwale sposò Nick in modo che la loro ricerca potesse continuare e lei potesse tenere d'occhio Flynn. Emily rintraccia Alice mentre sta scappando e la affronta. Alice afferma di non aver mai conosciuto il vero scopo della ricerca e che alla fine ha davvero iniziato ad amare Flynn e Nick. Alice ha ucciso Oduwale quando ha capito cosa aveva fatto a Emily e agli altri. Prega Emily di lasciarla andare perché non sarà in grado di affrontare Flynn e Nick. Emily sta per far scappare Alice quando Gunnarsen le spara e Alice muore. Emily dà la notizia a Nick e Flynn.